# Kresowiec

Трёхколёсный самоходный плуг Praga 1914 года создания, на шасси которого был создан Kresowiec (вид справа)

Kresowiec (в пер. с пол. kresowiec — «житель пограничной полосы», «пограничник») — польский колёсный бронированный трактор периода Гражданской войны в России. Был построен в единственном экземпляре в конце 1918 — начале 1919 годов и являлся одним из первых образцов бронетехники новообразованной Польской Республики.

## История создания
Работы над бронированным сельскохозяйственным тракторным шасси, впоследствии получившим название «Кресовец», были начаты в конце 1918 года во Львове по инициативе польских инженеров В. А. Люцке-Бирка (пол. Wilhelm Aleksander Lutzke-Birk, на тот момент — комендант технической обороны Львова) и Витольда Аулиха (пол. Witold Aulich). Машина создавалась в интересах крупных польских землевладельцев, которым для подавления сопротивления местного населения, значительно превосходившего их силы по численности и угрожавшего их владениям, нужны были средства качественного превосходства над ним (такие, как артиллерия и бронетехника) и которым армия новообразованной Польской Республики не могла помочь с оснащением в силу острого дефицита современного вооружения. В качестве базового шасси для броневика был выбран трёхколёсный самоходный плуг Praga, изготовленный в 1914 году фирмой Erste Bohmismahrische Maschinenfabrik и предоставленный одним из богатых землевладельцев; броневой корпус был изготовлен частной мастерской, располагавшейся на улице Польной, 53, совместно с железнодорожными мастерскими. К маю 1919 года машина была готова и поступила на вооружение местных польских добровольческих вооружённых формирований.

## Описание конструкции
«Кресовец» представлял собой импровизированную машину, созданную на базе трёхколёсного самоходного плуга Praha, и имел переднемоторную, переднеприводную капотную компоновку с вынесенным далеко вперёд моторным отделением. Отделение управления и два поста боевого отделения находились в центральной части корпуса. Экипаж машины составляли четыре-пять человек — механик-водитель, два-три стрелка и командир.

### Броневой корпус и рубка
Броневой корпус бронеавтомобиля имел коробчатую форму и был выполнен из стальных листов толщиной 10 мм. В кормовой части он ступенчато расширялся и заканчивался двумя выступами кормового боевого поста по бортам. На крыше бронекорпуса по центру размещалась небольшая наблюдательная рубка. Силовая установка была заключена в массивный броневой кожух характерной цилиндрической формы, придававший необычность очертаниям машины. Колёса ведущего моста прикрывались стальными дисками, тогда как управляемое колесо и механизм поворота не имели никакой защиты.

### Вооружение
Вооружение машины состояло из трёх 7,92-мм пулемётов Maxim wz. 08 — одного в лобовом броневом листе и двух в бортовых спонсонах, размещённых в кормовой части корпуса.

### Двигатель и трансмиссия
Двигатель машины — бензиновый четырёхцилиндровый жидкостного охлаждения мощностью 32 л. с. Трансмиссия — механическая, с однодисковым сухим сцеплением и двухскоростной коробкой переключения передач (обе скорости — вперёд).

### Ходовая часть
Ходовая часть машины — трёхколёсная, состоявшая из переднего ведущего моста с двумя цельнометаллическими колёсами большого диаметра и небольшого заднего деревянного управляемого колеса. Подвеска колёс, в силу сельскохозяйственного происхождения бронеавтомобиля, была жёсткой.

## Служба и боевое применение
Информация о боевом применении бронеавтомобиля практически отсутствует. По словам одного из его создателей, Люцке-Бирка, «Кресовец» принимал активное участие в боях в Поджеуйском Саду (пол. Ogrodzie Pojezuicki). Об участии машины в боях за Львов и её дальнейшей судьбе на текущий момент ничего неизвестно. Можно предположить, что броневик, хотя он и был создан для совсем других целей и условий (а именно — для борьбы со слабоорганизованными группами местного населения), в случае участия в боях с войсками ЗУНР какое-то время применялся вполне успешно в силу отсутствия на тот момент у украинцев средств, подходящих для борьбы с ним.